# Chinon
För andra betydelser, se Chinon (olika betydelser).

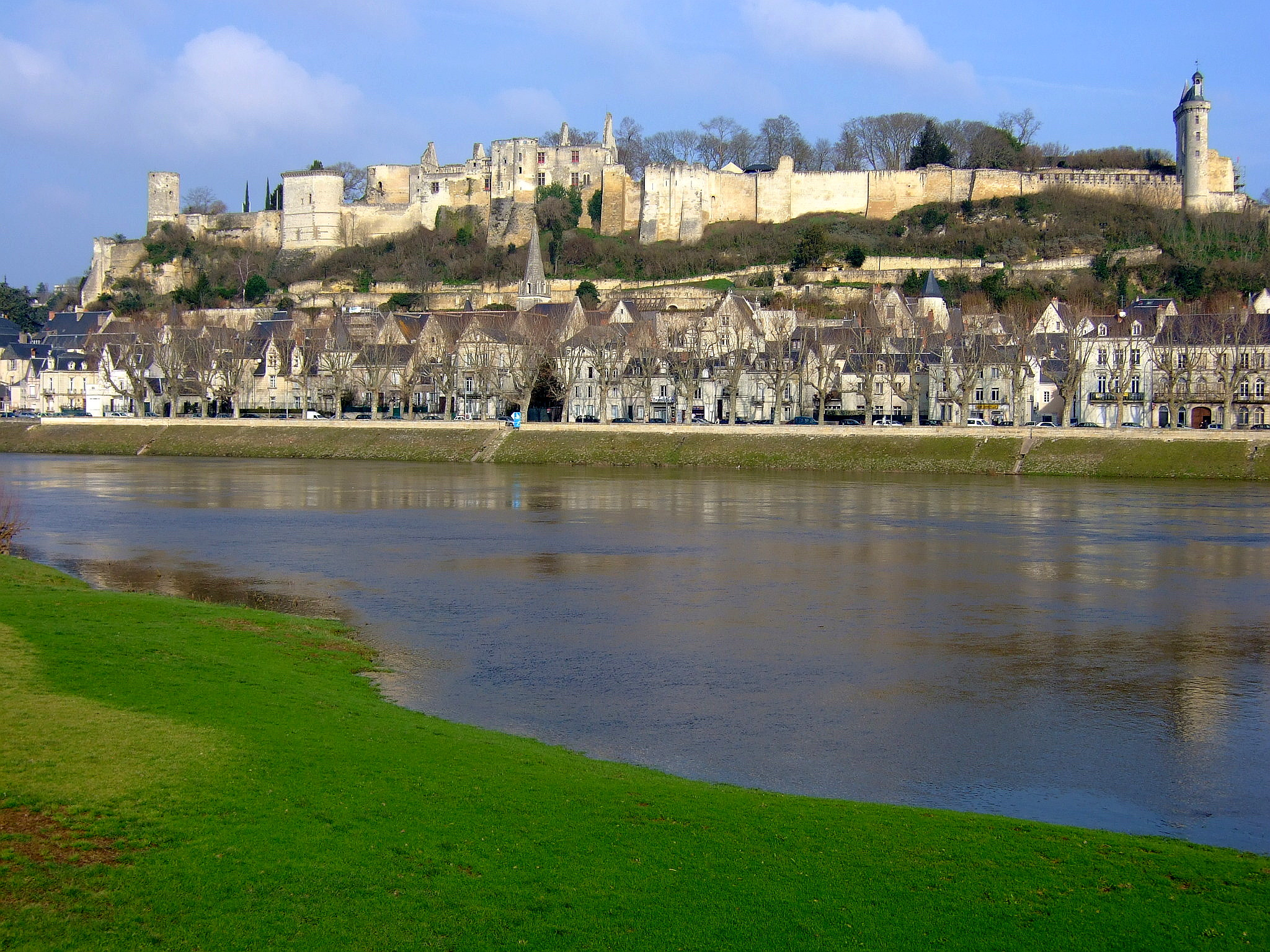
Vy mot Chinon

Chinon är en stad och kommun i departementet Indre-et-Loire i regionen Centre-Val de Loire i de centrala delarna av Frankrike.
Chinon ligger vid floden Vienne som är en biflod till Loire. År 2022 hade Chinon 8 121 invånare.
Chinon är också en appellation för röda viner tillverkade av druvsorten Cabernet Franc och odlade i området runt staden. Chinon ingår i vinregionen Loire.

## Befolkningsutveckling
Antalet invånare i kommunen Chinon
Referens:INSEE